# Wilton Ivie
 (août 2016).
Si vous disposez d'ouvrages ou d'articles de référence ou si vous connaissez des sites web de qualité traitant du thème abordé ici, merci de compléter l'article en donnant les références utiles à sa vérifiabilité et en les liant à la section « Notes et références ».
Wilton Ivie, né le 28 mars 1907 à Eureka en Utah et mort le 8 août 1969 au Kansas, à la suite d'un accident de voiture, est un arachnologiste américain. 

## Biographie
Il était un spécialiste des araignées néarctiques et a longtemps travaillé en collaboration avec Ralph Vary Chamberlin.
Il a travaillé au Muséum américain d'histoire naturelle les 9 dernières années de sa vie.
Membre du mouvement technocratique depuis 1937, il est l'auteur de Comments on the News qui apparaissait mensuellement dans Technocratic Trendevents, et a écrit de nombreux articles sous le pseudonyme Techno Critic, en plus des nombreux articles sous son propre nom.

## Taxons nommés en son honneur
- Iviella Lehtinen, 1967

## Quelques taxons décrits
- Aculepeira Chamberlin & Ivie, 1942
- Anacornia Chamberlin & Ivie, 1933
- Anopsicus Chamberlin & Ivie, 1938
- Araniella Chamberlin & Ivie, 1942
- Arcuphantes Chamberlin & Ivie, 1943
- Bathyphantes alameda Ivie, 1969
- Bathyphantes bishopi Ivie, 1969
- Bathyphantes chico Ivie, 1969
- Bathyphantes gulkana Ivie, 1969
- Bathyphantes malkini Ivie, 1969
- Bathyphantes orica Ivie, 1969
- Bathyphantes umiatus Ivie, 1969
- Bathyphantes waneta Ivie, 1969
- Bathyphantes yukon Ivie, 1969
- Disembolus corneliae Ivie, 1969
- Disembolus stridulans Chamberlin & Ivie, 1933
- Disembolus Chamberlin & Ivie, 1933
- Dismodicus modicus Chamberlin & Ivie, 1947
- Erigone allani Chamberlin & Ivie, 1947
- Eulaira Chamberlin & Ivie, 1933
- Filistatinella Gertsch & Ivie, 1936
- Islandiana cavealis Ivie, 1965
- Islandiana coconino Ivie, 1965
- Islandiana flavoides Ivie, 1965
- Islandiana holmi Ivie, 1965
- Islandiana lasalana (Chamberlin & Ivie, 1935)
- Islandiana mimbres Ivie, 1965
- Islandiana muma Ivie, 1965
- Islandiana speophila Ivie, 1965
- Islandiana unicornis Ivie, 1965
- Kukulcania arizonica (Chamberlin & Ivie, 1935)
- Latrodectus hesperus Chamberlin & Ivie, 1935
- Linyphantes Chamberlin & Ivie, 1942
- Masonetta Chamberlin & Ivie, 1939
- Masonetta floridana (Ivie & Barrows, 1935)
- Metellina Chamberlin & Ivie, 1941
- Oaphantes Chamberlin & Ivie, 1943
- Pimoa Chamberlin & Ivie, 1943
- Pimoa breviata Chamberlin & Ivie, 1943
- Pimoa curvata Chamberlin & Ivie, 1943
- Pimoa haden Chamberlin & Ivie, 1943
- Pimoa hespera (Gertsch & Ivie, 1936)
- Pimoa jellisoni (Gertsch & Ivie, 1936)
- Platoecobius Chamberlin & Ivie, 1935
- Poeciloneta bellona Chamberlin & Ivie, 1943
- Robertus arcticus (Chamberlin & Ivie, 1947)
- Scotinotylus bodenburgi (Chamberlin & Ivie, 1947)
- Tachygyna Chamberlin & Ivie, 1939
- Tibioplus Chamberlin & Ivie, 1947
- Tidarren Chamberlin & Ivie, 1934
- Tunagyna Chamberlin & Ivie, 1933
- Walckenaeria dixiana (Chamberlin & Ivie, 1944)
- Wanops Chamberlin & Ivie, 1938
- Wanops coecus Chamberlin & Ivie, 1938